# Eladio Amorós
Eladio Amorós Cervigón (Madri, 27 de setembro de 1903 — Salamanca, 28 de janeiro de 1987) foi um toureiro espanhol.
Embora nascido em Madrid, mudou-se em uma idade precoce para Salamanca, onde se encontrou com Juan Luis de la Rosa, Chicuelo e Granero.
Ele vestiu pela primeira vez a roupa de toureiro aos 13 anos, estreando em Madrid em 1921.
Tomou a alternativa em Zaragoza em 13 de outubro de 1928. Seu padrinho era Chicuelo e serviu como testemunha Nicanor Villalta. Os touros eram do gado de Graciliano Pérez-Tabernero.
Nos cartazes ele agia com o apelido de "El Chico de la Revoltosa", em referência ao nome da loja de sapatos que sua família tinha em Salamanca.
Ele confirmou uma alternativa em Madri em 21 de abril de 1929, com Marcial Lalanda como padrinho e Vicente Barrera como testemunha. Os touros nessa ocasião eram de Nandín. Nesta temporada ele só lutou nove corridas e uma no seguinte.
Em seus últimos anos de profissão agiu como bandarilheiro no grupo de seu irmão Joseph (também toureiro e nascido em Salamanca, a 1913/03/19), entre outros toureiros.
Faleceu em 28 de julho de 1987, aos 84 anos.